# آنا کاراپتیان
آنا کاراپتیان (ارمنی: Աննա Կարապետյան؛ زادهٔ ۲۰ ژوئن ۱۹۹۰) بازیکن فوتبال در پست دروازه‌بان اهل ارمنستان است.

## تیم ملی
وی همچنین در تیم ملی فوتبال زنان ارمنستان بازی کرده‌است. کاراپتیان نخستین بازی ملی خود در چهارچوب مقدماتی جام جهانی فوتبال زنان ۲۰۱۱ در تاریخ ۱۹ سپتامبر ۲۰۰۹ در ایروان در مقابل فنلاند انجام داده‌است.